# 福代斯 (內布拉斯加州)
福代斯（英語：Fordyce）是位於美國內布拉斯加州錫達縣的村。

## 人口
根據2020年美國人口普查的數據，福代斯的面積為0.38平方千米，皆為陸地。當地共有人口133人，而人口密度為每平方千米350人。